# Município de Trenton (condado de Delaware, Ohio)
O município de Trenton (em inglês: Trenton Township) é um município localizado no condado de Delaware no estado estadounidense de Ohio. No ano de 2010 tinha uma população de 2.190 habitantes e uma densidade populacional de 31,84 pessoas por km².

## Geografia
O município de Trenton encontra-se localizado nas coordenadas 40° 14′ 15″ N, 82° 48′ 02″ O. Segundo a Departamento do Censo dos Estados Unidos, o município tem uma superfície total de 68.78 km², da qual 68,58 km² correspondem a terra firme e (0,29 %) 0,2 km² é água.

## Demografia
Segundo o censo de 2010, tinha 2.190 habitantes residindo no município de Trenton. A densidade populacional era de 31,84 hab./km². Dos 2.190 habitantes, o município de Trenton estava composto pelo 97,31 % brancos, o 1,14 % eram afroamericanos, o 0,05 % eram amerindios, o 0,32 % eram asiáticos, o 0,18 % eram de outras raças e o 1 % eram de uma mistura de raças. Do total da população o 0,82 % eram hispanos ou latinos de qualquer raça.